# 埃姆斯河畔雷德
埃姆斯河畔雷德（德語：Rhede (Ems)），简称雷德（德語：Rhede，發音：[ˈʁeːdə] ⓘ），是德国下萨克森州埃姆斯兰县的市镇，总面积75.02平方千米，2023年12月31日总人口为4,600人。